# Шинань
Шина́нь (кит. упр. 市南, пиньинь Shìnán, буквально: «южная часть города») — район городского подчинения города субпровинциального значения Циндао провинции Шаньдун (КНР).

## История
При империи Мин в 1388 году в этих местах был размещён гарнизон для защиты побережья. Постепенно находящиеся в этих местах рыбацкие деревушки развивались благодаря морской торговле. В конце XIX века эти места были захвачены Германией, создавшей концессию «Цзяо-Чжоу». По названию одной из бывших рыбацких деревушек выросший здесь населённый пункт получил название «Циндао». В 1922 году эти земли были возвращены Китаю.
В 1946 году внутригородская территория была разделена на четыре района — так появился район Шинань.
В 1963 году к району Шинань был присоединён район Тайси (台西区).
В 1984 году был расформирован район Фушань (浮山区), и часть ранее входившей в него территории также была передана под юрисдикцию района Шинань.

## Административное деление
Район делится на 14 уличных комитетов.